# Einwohnerentwicklung von Piekary Śląskie

Stadtwappen

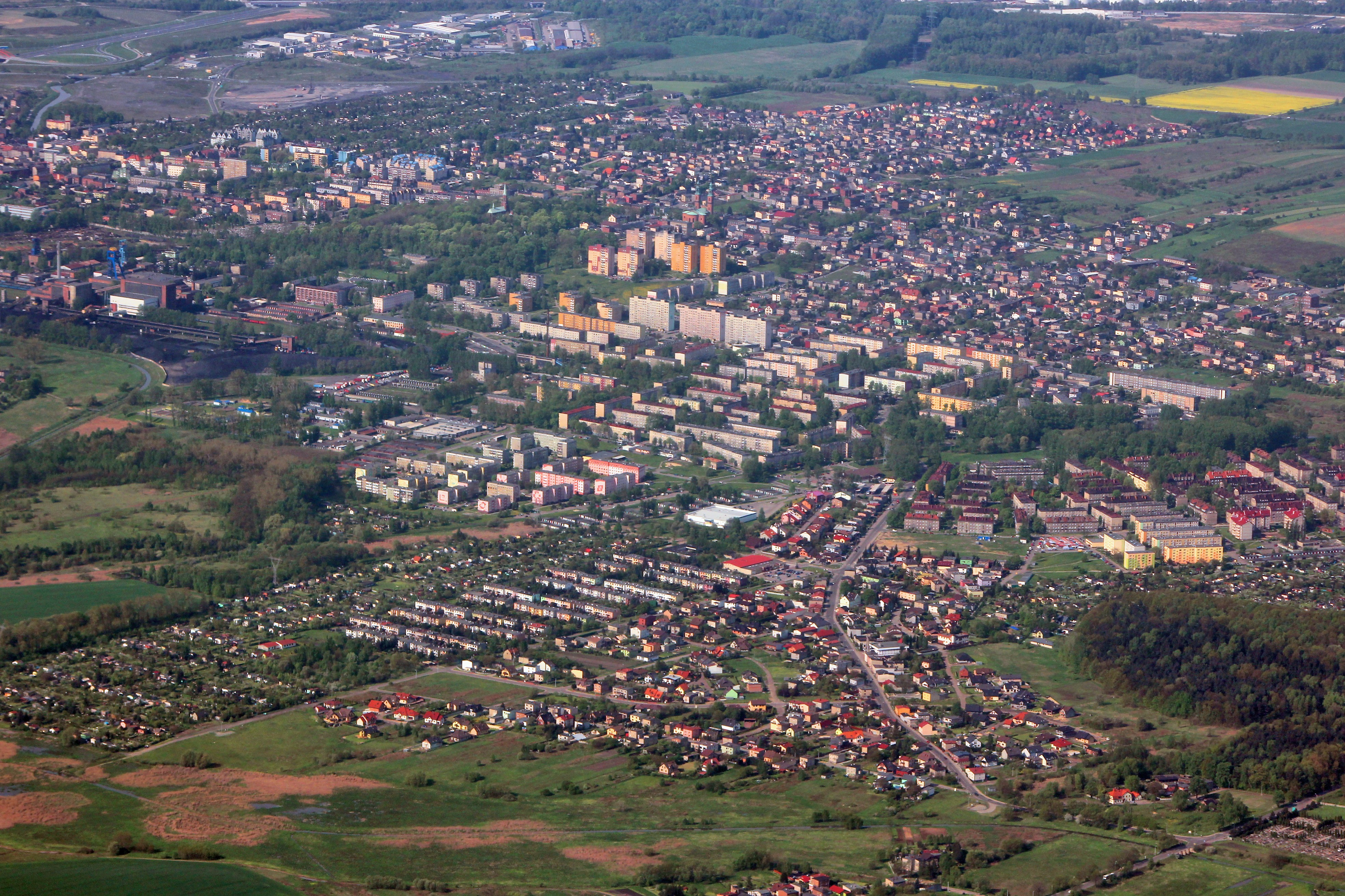
Luftbild der Stadt

Dieser Artikel gibt die Einwohnerentwicklung von Piekary Śląskie / Deutsch Piekar tabellarisch und grafisch wieder.
Am 30. Juni 2016 betrug die amtliche Einwohnerzahl für Piekary Śląskie 56 126. Die höchste Einwohnerzahl hatte Piekary Śląskie nach Angaben der GUS im Jahr 1987 mit 69 340 Einwohnern.
Ende des 19. Jahrhunderts wuchs Deutsch Piekar zur Kleinstadt heran. Durch den Zusammenschluss mit Szarley (Scharley) 1935 wurde aus dem Ort eine Mittelstadt, welche sie bis heute ist. In den 1980er Jahren erreichte die Stadt ihre höchste Einwohnerzahl, seitdem ist sie kontinuierlich leicht fallend.

## Einwohnerentwicklung
- 1885 – 4 526
- 1905 – 8 094 (9 845 in Scharley)
- 1910 – 9 344 (11 009 in Scharley)
- 1941 – 24 500 (1935 Zusammenschluss von Piekary Wielkie (Deutsch Piekar) mit Szarlej (Scharley))
- 1950 – 22 944 (Volkszählung)
- 1955 – 26 573
- 1960 – 32 226 (Volkszählung)
- 1961 – 33 400
- 1962 – 33 800
- 1963 – 34 700
- 1964 – 35 400
- 1965 – 35 580
- 1966 – 35 600
- 1967 – 36 000
- 1968 – 36 000
- 1969 – 36 000
- 1970 – 36 400 (Volkszählung)
- 1971 – 36 600
- 1972 – 36 700
- 1973 – 40 100 (Eingemeindung von Kozłowa Góra)
- 1974 – 40 500
- 1975 – 62 146 (Eingemeindung von Brzeziny Śląskie, Dąbrówka Wielka, Brzozowice und Kamień[1])
- 1976 – 63 000
- 1977 – 63 300
- 1978 – 63 000 (Volkszählung)
- 1979 – 63 500
- 1980 – 64 321
- 1981 – 65 295
- 1982 – 66 279
- 1983 – 66 857
- 1984 – 67 849
- 1985 – 68 697
- 1986 – 69 235
- 1987 – 69 340 (Höchste Einwohnerzahl)
- 1988 – 68 226 (Volkszählung)
- 1989 – 68 277
- 1990 – 68 502
- 1991 – 68 000
- 1993 – 67 532
- 1994 – 67 345
- 1995 – 66 984
- 1996 – 66 670
- 1997 – 66 246
- 1998 – 65 991
- 1999 – 61 753
- 2000 – 61 347
- 2001 – 61 045
- 2002 – 60 649 (Volkszählung)
- 2003 – 60 334
- 2004 – 59 984
- 2005 – 59 675
- 2006 – 59 338
- 2007 – 59 061
- 2008 – 58 832
- 2009 – 58 519
- 2010 – 58 022
- 2011 – 57 745 (Volkszählung)
- 2012 – 57 502
- 2013 – 57 325
- 2014 – 56 755
- 2015 – 56 374

## Grafiken
- Alterspyramide mit der Altersstruktur der Stadt für das Jahr 2014 (Frauen in blau und Männer in schwarz):

## Stadtfläche
- 1995 – 39,67 km²
- 2006 – 39,98 km²

## Nationalitäten

### 2002
Die Volkszählung aus dem Jahr 2002 ergab folgendes Ergebnis bei einer Einwohnerzahl von 60.909:
| Nationalität (Ethnie) | Anzahl | Prozentzahl |
| --------------------- | ------ | ----------- |
| polnisch              | 54.138 | 88,9 %      |
| schlesisch            | 4.278  | 7,0 %       |
| deutsch               | 325    | 0,5 %       |

2002 war nur die Nennung einer Nationalität möglich.

### 2011
Die Volkszählung aus dem Jahr 2011 ergab folgendes Ergebnis bei einer Einwohnerzahl von 57.917:
| Nationalität (Ethnie) | Anzahl | Prozentzahl |
| --------------------- | ------ | ----------- |
| schlesisch            | 21.147 | 36,5 %      |

2011 war die Nennung von zwei Nationalitäten möglich. Deshalb ist die Addition der Nationalitäten zu einer Summe nicht möglich.